# Jonesville (Luisiana)
Jonesville es un pueblo ubicado en la parroquia de Catahoula en el estado estadounidense de Luisiana. En el Censo de 2010 tenía una población de 2265 habitantes y una densidad poblacional de 455,24 personas por km².

## Geografía
Jonesville se encuentra ubicado en las coordenadas 31°37′11″N 91°50′17″O / 31.61972, -91.83806. Según la Oficina del Censo de los Estados Unidos, Jonesville tiene una superficie total de 4.98 km², de la cual 4.97 km² corresponden a tierra firme y (0.05%) 0 km² es agua.

## Demografía
Según el censo de 2010, había 2265 personas residiendo en Jonesville. La densidad de población era de 455,24 hab./km². De los 2265 habitantes, Jonesville estaba compuesto por el 30.86% blancos, el 67.73% eran afroamericanos, el 0.18% eran amerindios, el 0.04% eran asiáticos, el 0% eran isleños del Pacífico, el 0.71% eran de otras razas y el 0.49% pertenecían a dos o más razas. Del total de la población el 1.37% eran hispanos o latinos de cualquier raza.